# Maypacius
Maypacius is een geslacht van spinnen uit de  familie van de kraamwebspinnen (Pisauridae).

## Soorten
- Maypacius bilineatus (Pavesi, 1895)
- Maypacius christophei Blandin, 1975
- Maypacius curiosus Blandin, 1975
- Maypacius gilloni Blandin, 1978
- Maypacius kaestneri Roewer, 1955
- Maypacius petrunkevitchi Lessert, 1933
- Maypacius roeweri Blandin, 1975
- Maypacius stuhlmanni (Bösenberg & Lenz, 1895)
- Maypacius vittiger Simon, 1898